# Мусхед
Мусхед (англ. Moosehead Lake) — крупнейшее озеро штата Мэн и одно из наибольших естественных пресноводных озёр в США.

## География

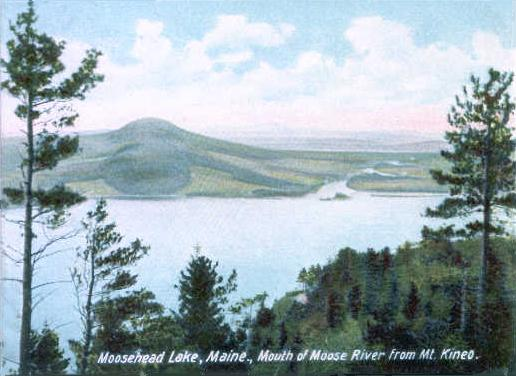
Вид на озеро Мусхед с горы Кинео (с открытки 1905 года)

Расположено на западе центральной части штата Мэн в округах Пискатакис и Сомерсет. Высота над уровнем моря 312 метров. Длина озера составляет 64 км, максимальная ширина — 16 км. Площадь составляет 310 км², а максимальная глубина равна 75 метрам. Объём воды — 5,19 км³. Площадь водосборного бассейна — 3280 км². Озеро имеет сложную форму и изобилует заливами, бухтами и островами, которых насчитывается больше 80 (наиболее крупные — Сугар (Sugar Island), Дир, Мус и Фарм). Так как форма озера напоминает голову американского лося, то озеро получило название Мусхед (дословно «Лосиная голова»). Берега озера покрыты лесами, в которых обитает множество американских лосей.
Основное питание озеро получает по реке Мус, сток по реке Кеннебек в залив Мэн (Атлантический океан).
На берегах озера находятся населённые пункты Роквуд (на западном берегу) и Гринвилл (у южной оконечности озера).